# White & Nerdy
"White & Nerdy" er den anden single fra "Weird Al" Yankovics album Straight Outta Lynwood, udgivet 12. september 2006. Sangen er en parodi af Chamillionaires og Krayzie Bones Ridin' og omhandler en hvid nørd, der "ikke kan hænge ud med gangsterne" og henviser til nørdede interesser, som at samle på tegneserier, spille Dungeons & Dragons og redigere Wikipedia, til "hvide" ting, som at drikke te, se Happy Days og spille badminton.
Chamillionaire lægger "White & Nerdy" på sin officielle MySpace-side og siger, at han nyder parodien.[kilde mangler] I et interview siger han: "Han rapper faktisk rigtig godt, det er sygt ... jeg vidste ikke han kunne rappe sådan."